# Kazuya Minekura
Kazuya Minekura (峰倉 かずや, Minekura Kazuya) est une mangaka japonaise, née le 23 mars 1975 dans la préfecture de Kanagawa, au Japon.
Elle est principalement connue pour avoir réalisé le manga Saiyuki (librement adapté du roman chinois La Pérégrination vers l'Ouest), adapté en série TV d'animation et en films d'animation.

## Biographie
Kazuya Minekura est née le 23 mars 1975 dans la préfecture de Kanagawa, au Japon.
Elle se représente par un chibi aux cheveux brun.

### Vie privée
De son vrai nom « Hitomi A. », seul son prénom semble connu avec certitude,, son nom commencerait par la lettre A,.
Elle a subi plusieurs opérations, en 2007 et en 2010.

## Carrière
Après un début de carrière avec des productions amateurs, elle publie ses premières œuvres en 1993 (à 18 ans) dans le magazine Kadokawa Shoten, puis chez Tokuma shôten (Chara Comics) et Enix. Toutefois, à la suite d'un désaccord éditorial, elle rompt avec Enix, et Saiyuki devient Saiyuki Reload, publié désormais par Issaisha, et prépublié dans le magazine Zero-sum,.

## Œuvres
- 1995 : Just!!, pré-publié dans Chara Comics[BU 1] ; 1 volume publié chez Tokuma Shoten[11].
- 1996 : Brother (ブラザー?), pré-publié dans Chara Comics ; 1 volume publié chez Tokuma Shoten[BU 2].
- 1997 : Saiyuki (最遊記, Gensomaden Saiyuki?), 9 volumes publiés chez Square Enix, puis chez Ichijinsha à partir de 2005 ; publié en français en 2004 chez Panini Comics[BU 3].
- 1999 : Araiso Private High School Student Council Executive Committee (私立荒磯高等学校生徒会執行部, Shiritsu Araiso Koutou Gakkou Seitokai Shikkoubu?), pré-publié dans Chara Comics ; 2 volumes publiés chez Tokuma Shoten[BU 4].
- 2000 :
  - Wild Adapter (ワイルドアダプター?), pré-publié dans Chara Comics ; 7 volumes en couleur publiés chez Tokuma Shoten[BU 5].
  - Saiyuki Gaiden (最遊記外伝, Saiyūki Gaiden?), pré-publié dans Zero-Sum Ward ; 4 volumes publiés chez Square Enix[BU 6].
  - Stigma (スティグマ?), pré-publié dans Wings[BU 7] ; 1 volume publié chez Shinshokan[12].
- 2001 : Bus Gamer (ビズゲーマー?), pré-publié dans Stencil ; 1 volume publié chez Square Enix[BU 8].
- 2002 : Saiyuki Reload (最遊記RELOAD?), pré-publié dans Comic Zero-Sum ; 10 volumes publiés chez Ichijinsha[BU 9].
- 2003 : Honey Comb (蜂の巣, Hachi no Su?), pré-publié dans Zero-Sum Ward ; 1 volume publié chez Ichijinsha[BU 10].

## Sources